# 서철진
서철진(徐喆瑨, 1964년 11월 20일 ~ )은 대한민국의 제6·7대 경상남도 의령군의원이었다.

## 학력
- 운암초등학교 (폐교) 24회 졸업
- 의춘중학교 (폐교) 14회 졸업
- 의령종합고등학교 29회 졸업

## 경력
- 의령군 농축협 대의원
- 의령군 4-H 연합회 회장
- 의령군 농업경영인연합회 사무국장
- 한농연 경남도연합회 사무처장
- 가례면 체육회 감사
- 가례면 청년회 감사
- 가례면 상촌리장
- 가례면 상촌새마을지도자
- 의령농협 감사
- 의령군 갑진생 연합회 회장
- 2010.07 ~ 2014.06 제6대 경상남도 의령군의회 의원
- 2010.07 ~ 2012.07 제6대 경상남도 의령군의회 전반기 자치행정위원회 위원
- 2010.07 ~ 2012.07 제6대 경상남도 의령군의회 전반기 산업건설위원회 위원
- 2012.07 ~ 2014.06 제6대 경상남도 의령군의회 후반기 산업건설위원회 위원
- 2012.07 ~ 2014.06 제6대 경상남도 의령군의회 후반기 예산결산특별위원회 위원
- 의령경찰서 보안협력위원
- 국민건강보험공단 함안·의령지사 자문위원
- 민주평화통일자문회의 자문위원
- 의령군 발전협의회 회원
- 2014.07 ~ 2015.05 제7대 경상남도 의령군의회 의원[1]
- 2014.07 ~ 2015.05 제7대 경상남도 의령군의회 전반기 자치행정위원회 위원장

## 수상
- 1984 의령군수상
- 1992 경상남도지사상
- 1994 의령군수상
- 1997 농림부장관상
- 1997 경상남도지사상
- 1997 경남지방경찰청장상
- 2001 의령군수상

## 역대 선거 결과
|  | 39.90% |

|  | 19.61% |